# Borobia
Borobia é um município da Espanha na província de Sória, comunidade autónoma de Castela e Leão, de área 62,57 km² com população de 334 habitantes (2006) e densidade populacional de 5,34 hab./km².

## Demografia
| Variação demográfica do município entre 1991 e 2004 | Variação demográfica do município entre 1991 e 2004 | Variação demográfica do município entre 1991 e 2004 | Variação demográfica do município entre 1991 e 2004 |
| --------------------------------------------------- | --------------------------------------------------- | --------------------------------------------------- | --------------------------------------------------- |
| 1991                                                | 1996                                                | 2001                                                | 2004                                                |
| 442                                                 | 406                                                 | 364                                                 | 347                                                 |